# Embriologija crvuljka
Embriologija crvuljka deli sudbinu slepog creva (cekuma), odnosno desnog (ushodnog) dela debelog creva. 

## Razvojni tok
Epitel i žlezde prvobitnog creva razvijaju se većim delom od srednjeg creva (distalni deo deuodenuma, jejunum, ileum, slepo crevo, crvuljak, ushodni deo debelog creva i prednje 2/3 poprečnog kolona) i zadnjeg creva (zadnja 1/3 poprečnog kolona, sigmoidni kolon, rektum, analni kanal), dok se samo proksimalni deo duodenuma razvija iz prednjeg creva.
Debelo crevo koje se diferencira iz primitivnog debelog creva (kolona) u početku embrionalnog razvoja prisutno je na njegovom gornjem kraju. Divertikulum slepog creva iz koga se formira crvuljak, kao posebna deo kolona nastaje u 6 nedelji embrionalnog razvoja. Divertikulum koji je u obliku konusne vrećica nalazi se na antimezenterijskoj granici kaudalnog režnja petlje iza njegovog vrha. Distalni kraj slepog creva ne raste tako brzo, tako da je veoma kratak i nalazi se visoko ispod jetre.  Na njegovom donjem kraju pojavljuje se najpre mali pupoljak, od koga se kasnije formira crvuljak (lat. appendix vermiformis), kao ostatak nekompletnog razvoja slepog creva.
Kako se proksimalni deo debelog creva produžuje, slepo crevo i crvuljak se spuštaju u desnu stranu trbuha. Pri tome crvuljak može da zauzme promenljiv položaj, pa se u anatomiji opisuje sledeće lokacije crvuljaka :
- Retrocekalni crvuljak: iza slepog creva
- Retrokolični crvuljak: iza uzlaznog dela debelog creva
- Karlični crvuljak: koji se spušta u karlicu

U narednom periodu razvoja crvuljak raste u dužinu tako da na rođenju poprima oblik crvolike cevi. 
Nakon rođenja, zid slepog creva neravnomerno raste i crvulajak se pozicionira na njegovoj unutrašnjoj strani.
Sa diferencijacijom digestivne cevi i rotacijom želuca, rotira se i primitivno debelo crevo sa slepim crevom i crvuljkom u pravcu suprotnom kretanju kazaljke na satu (s leva na desno), krećući se duž donje ivice jetre prema njenom desnom kraju. 
Istovremeno sa levo-desnom rotacijom prvobitnog debelog creva formira se ascendentni deo debelog creva, a debelo crevo se spušta u desnu bedrenu jamu. Spuštanje slepog creva prati spuštanje crvuljka koji takođe zauzima položaj u desnoj bederenoj jami.
U crvuljku se u prenatalnom životu (u 17. nedelji), pojavljuje najpre intenzivna limfocitna infiltracija od koje se kasnije formiraju limfni folikuli, koji ostaju u toku adultnog perioda života.

## Značaj
O ulozi crvuljka i danas su oprečna i kontraverzna mišljenja, od toga da je potpuno afunkcionalan, pa do toga da ima veoma bitnu ulogu u imunitetu.
Nasuprot ustaljenom mišljenju da je crvuljak beskoristan novija istraživanja ukazuju da slepo crevo ipak ima funkciju, i da predstavlja skladište dobrih bakterija, koje se iz njega, kada je to potrebno, liferuju u debelo crevo. Korisne bakterije pomažu održavanju metaboličke ravnoteže u crevima i uništavaju štetne mikroorganizme. Kada dođe do infekcije, ili pri korišćenju antibiotika, populacije dobrih bakterija, zajedno s onim koje lečimo, bivaju uništene. Često se tokom lečenja antibioticima, ili posle njega, kod pacijenata javljaju gastrointestinalni problemi, jer su ti lekovi, uz patogene koji su izazvali infekciju, uništili i korisne bakterije.
U brojnim studijama, tokom serije eksperimenata ustanovilo se da crvuljak služi kao zaštićeni rezervoar korisnih bakterija, koje polaze u akciju kad populacije korisnih bakterija u debelom crevu prorede. Upravo na taj način, slepo crevo doprinosi stabilnosti mikrobiote naših creva - zajednice svih mikroorganizama koji žive u crevima čoveka.
Utvrđeno je da crvuljak igra ulogu i u imunološkoj funkciji sluzokože sisara. Veruje se da je ono uključeno u imunološke odgovore posredovane B-limfocitima i T-limfocitima stvornim van grudne žlezde (timusa).  Takođe se smatra da ono učestvuje u formiranju rane imunološke odbrane koja pomaže u sprečavanju ozbiljnih infekcija kod ljudi.
Postoje studije koje ukazuju na to da crvuljak igra ulogu u dužini života. Ispitivane su vrste sisara koje imaju ili nemaju crvuljak i uviđeno je da je ono u korelaciji sa povećanjem maksimalne dugovečnosti zabeležene za vrstu. Jednostavno rečeno, u poređenju sa sisarima iste težine bez crvuljka, sisari sa crvuljkom imaju duži životni vek. Smatra se da je to posledica stanovišta da bi aktivniji i bolje obrazovan imuni sistem teoretski trebalo da obezbedi veću otpornost na sredinske faktore, te da samim tim produži i životni vek.

## Literatura
- Larsen, W J (2001). Human Embryology (3rd ed.). Elsevier. стр. 170—190. ISBN 0-443-06583-7.
- Sadler, T. W. (Thomas . Langman's medical embryology. Langman, Jan. (12th ed.). Philadelphia: Wolters Kluwer Health/Lippincott Williams & Wilkins. Sadler, Thomas W. (2012). Langman's Medical Embryology. Wolters Kluwer Health. ISBN 9781451113426. OCLC 732776409..
- Farber REJL. Pathology J. B. .
- Jelesijevic, V. (1974). „Appendiceal diverticulum”. Anat Anz. 135 (3): 226—34.
- Malas MA, Gökcimen A, Sulak O (2001). „Growing of caecum and vermiform appendix during the fetal period”. Fetal Diagn Ther. 16 (3): 173—77. PMID 11316934. doi:10.1159/000053904.

## Spoljašnje veze
|  | Molimo Vas, obratite pažnju na važno upozorenje u vezi sa temama iz oblasti medicine (zdravlja). |